# خانه‌های شرکت نفت (شماره ۲۶۹)
منازل شرکت نفت (شماره ۲۶۹) مربوط به دوره پهلوی است و در شهرستان‌آبادان، بریم شمالی، شماره ۲۶۹ واقع شده و این اثر در تاریخ ۱۷ اسفند ۱۳۸۱ با شمارهٔ ثبت ۷۹۵۱ به‌عنوان یکی از آثار ملی ایران به ثبت رسیده است.